# OLM
OLM, Inc. (japanska: 株式会社オー・エル・エム Hepburn: Kabushiki-gaisha Ō Eru Emu?), tidigare känt som Oriental Light and Magic (en referens till Industrial Light and Magic), är en japansk animerings- och filmstudio med säte i Setagaya, Tokyo. Oriental Light and Magic grundades den 3 oktober 1990 av tidigare anställda på Studio Gallop och OB Planning och bytte sedan namn till OLM i juni 1994. OLM är främst kända för att animera Pokémon och Berserk.